# Fiskeindustrin i Skottland

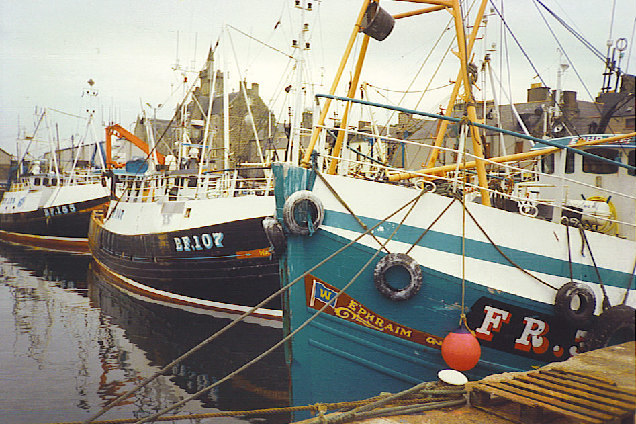
Skotska fiskebåtar i Fraserburgh.

Fiskeindustrin i Skottland utgör en stor del av den brittiska fiskeindustrin. Fiskehamnarna är oftast är placerade i små och avlägsna kommuner såsom Fraserburgh, Kinlochbervie och Lerwick, vilka är utspridda längs kusten och som i århundraden haft fiske som den primära näringen. 

## "Kräftflottan"

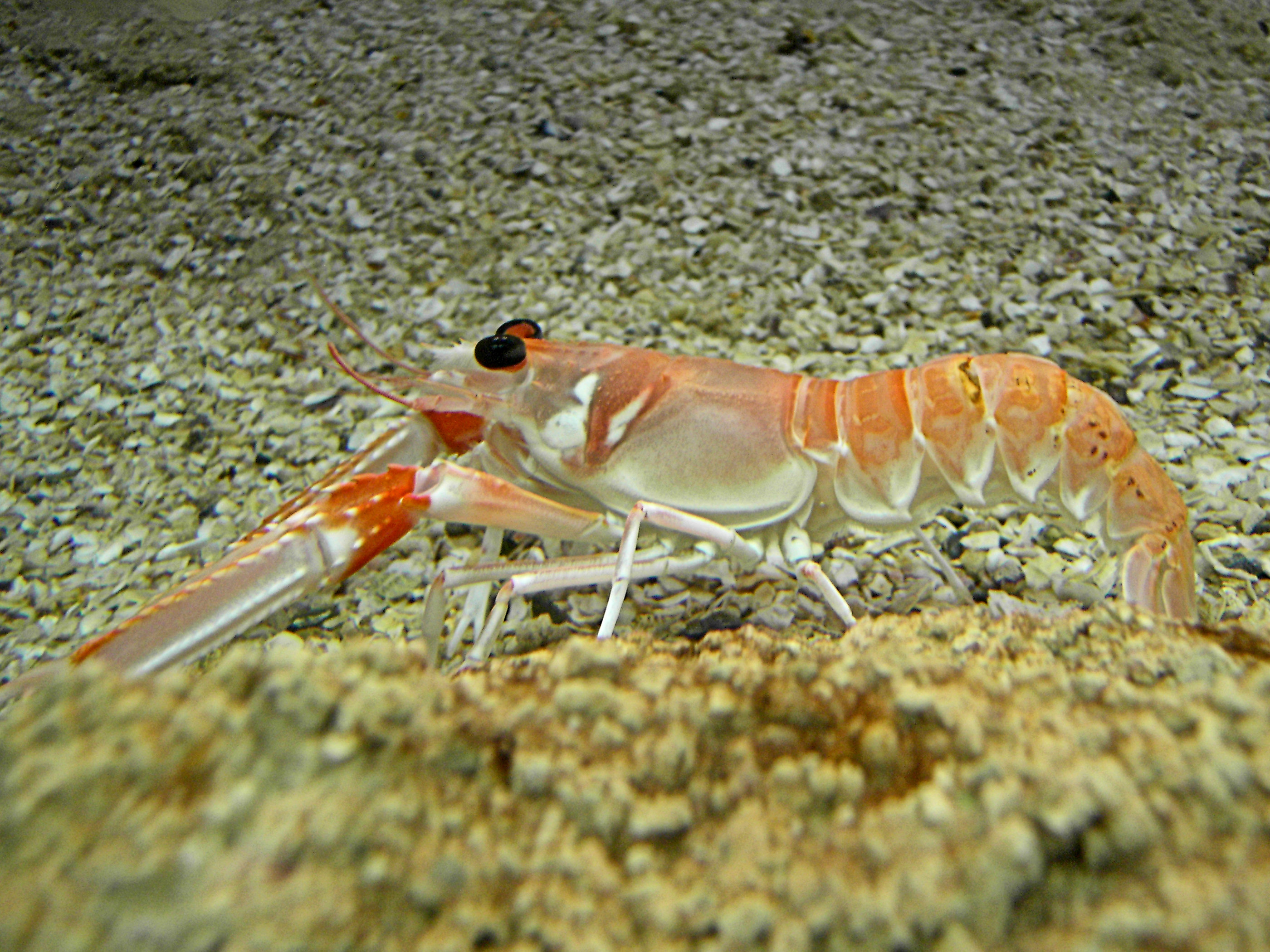
Nephrops norvegicus

Den del av den skotska fiskeindustrin som är ekonomiskt mest betydelsefull är fisket av havskräfta (Nephrops norvegicus). År 2005 var försäljningsvärdet 38,5 miljoner pund, vilket kan jämföras med koljan som var näst mest ekonomiskt betydelsefull och som betingade ett värde på 22,4 miljoner pund.

## Forskning om fisk och fiskenäring i Skottland
Forskning om fisk och fiskenäring i Skottland härrör från grundandet av Scottish Marine Station, nära Oban och Gatty Marine Laboratory i St Andrews år 1884. Regeringen blev involverad i fiskeforskningen 1899 genom grundandet av Aberdeen Marine Laboratory, numera Fisheries Research Services (FRS). 

## Organisationer
Det finns ett otal organisationer som representerar olika delar av näringen. En av de största är Scottish Fishermen's Federation (SFF), som grundades 1973. De utför lobbying för fiskarnas del på nationell och internationell nivå i Edinburgh, London och Bryssel.